# Saint-Germain-en-Laye
Saint-Germain-en-Laye – miejscowość i gmina we Francji, w regionie Île-de-France, w departamencie Yvelines, na zachód od Paryża. W 2016 roku populacja ówczesnej gminy wynosiła 41 749 mieszkańców. Miasto jest siedzibą Międzynarodowego Stowarzyszenia Służb Oznakowania Nawigacyjnego (IALA).

## Historia
Między 996 a 1031 rokiem Robert II Pobożny założył w tym miejscu klasztor.
W czerwcu 1679 zawarto w Saint-Germain-en-Laye pokój, na mocy którego Szwecja odzyskała Szczecin od Brandenburgii. W Saint-Germain, we wrześniu 1919 podpisany został traktat pokoju z Austrią. Czechosłowacji przyznano Morawy, rdzenne Czechy i część Śląska, Polsce natomiast Galicję i część Śląska Cieszyńskiego.
Dnia 1 stycznia 2019 roku połączono dwie wcześniejsze gminy: Fourqueux oraz Saint-Germain-en-Laye. Siedzibą gminy została miejscowość Saint-Germain-en-Laye, a nowa gmina przyjęła jej nazwę.

## Urodzeni w Saint-Germain-en-Laye
- Ludwik XIV – król Francji, urodzony 5 września 1638 roku[8]
- Filip I Orleański - książę orleański, urodzony 21 września 1640 roku
- Claude Debussy – francuski kompozytor, urodzony w 1862 roku[9]
- Amélie Mauresmo – francuska tenisistka, urodzona 5 lipca 1979 roku[10]
- Caroline Garcia – francuska tenisistka, urodzona 16 października 1993 roku[11]